# Тарасюк Іван Миколайович
Іван Миколайович Тарасюк (28 січня 1993, Залісоче, Ківерцівський район, Волинська область, Україна — 20 лютого 2014, Київ, Україна) — 21-річний активіст Євромайдану. Молодший медичний працівник, член футбольного клубу «Олика». Убитий пострілом снайпера 20 лютого 2014 на вулиці Інститутській у місті Києві. Герой України.

## Біографія
Єдиний син у батьків. Навчався в Луцькому медичному коледжі «Монада», потім служив в армії. Грав за футбольний клуб «Олика».
Поїхав у Київ відстоювати волю України, навіть не сповістивши батьків, щоб не хвилювалися. Передзвонив потім татові, що все добре. І разом з друзями пліч-о-пліч — на барикади. У четвер вранці вирішив повісити державний прапор на одному з об'єктів Євромайдану, снайперські кулі влучили у голову, пробили легені. Помер на місці.
Похований у смт. Олика. На руках труну хлопці Самооборони Майдану несли вулицями села Залісоче до Олики. Відспівували Майданівця у церкві Стрітення Господнього священики Ківерцівського благочиння УПЦ. Плакали усі: дівчата, жінки, чоловіки і юнаки. Дорогою до кладовища лунало «ГЕРОЮ СЛАВА, СЛАВА, СЛАВА!» Море квітів, вінків, жалю і болю. Виступаючі висловлювали співчуття мамі і батьку.

## Вшанування пам'яті
Кабінет Міністрів України 15 листопада 2017 р. заснував в числі стипендій імені Героїв Небесної Сотні для студентів та курсантів закладів вищої освіти державної форми власності, які здобувають вищу освіту стипендію імені Івана Тарасюка за спеціальністю «Військове управління – за видами збройних сил». 

### Нагороди
- Звання Герой України з удостоєнням ордена «Золота Зірка» (21 листопада 2014, посмертно) — за громадянську мужність, патріотизм, героїчне відстоювання конституційних засад демократії, прав і свобод людини, самовіддане служіння Українському народу, виявлені під час Революції гідності[2]
- Медаль «За жертовність і любов до України» (УПЦ КП, червень 2015) (посмертно)[3]